# Llac àcid

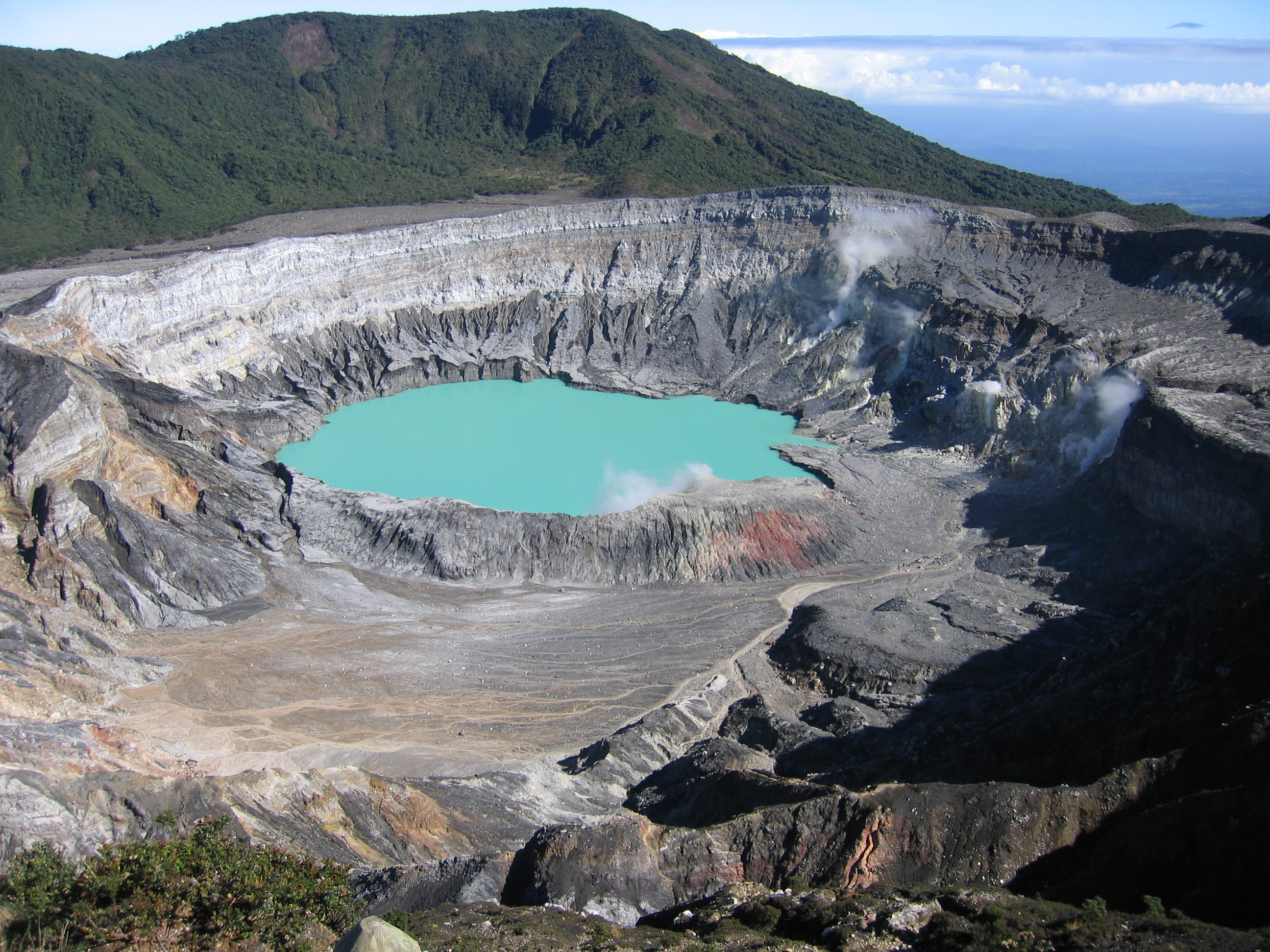
Llac àcid del Poás a Costa Rica.

Un llac àcid és un llac, generalment d'origen volcànic (com ara un llac de cràter o un maar), en què l'aigua s'ha acidificat per dissolució de gas volcànic.

## Característiques

### Formació

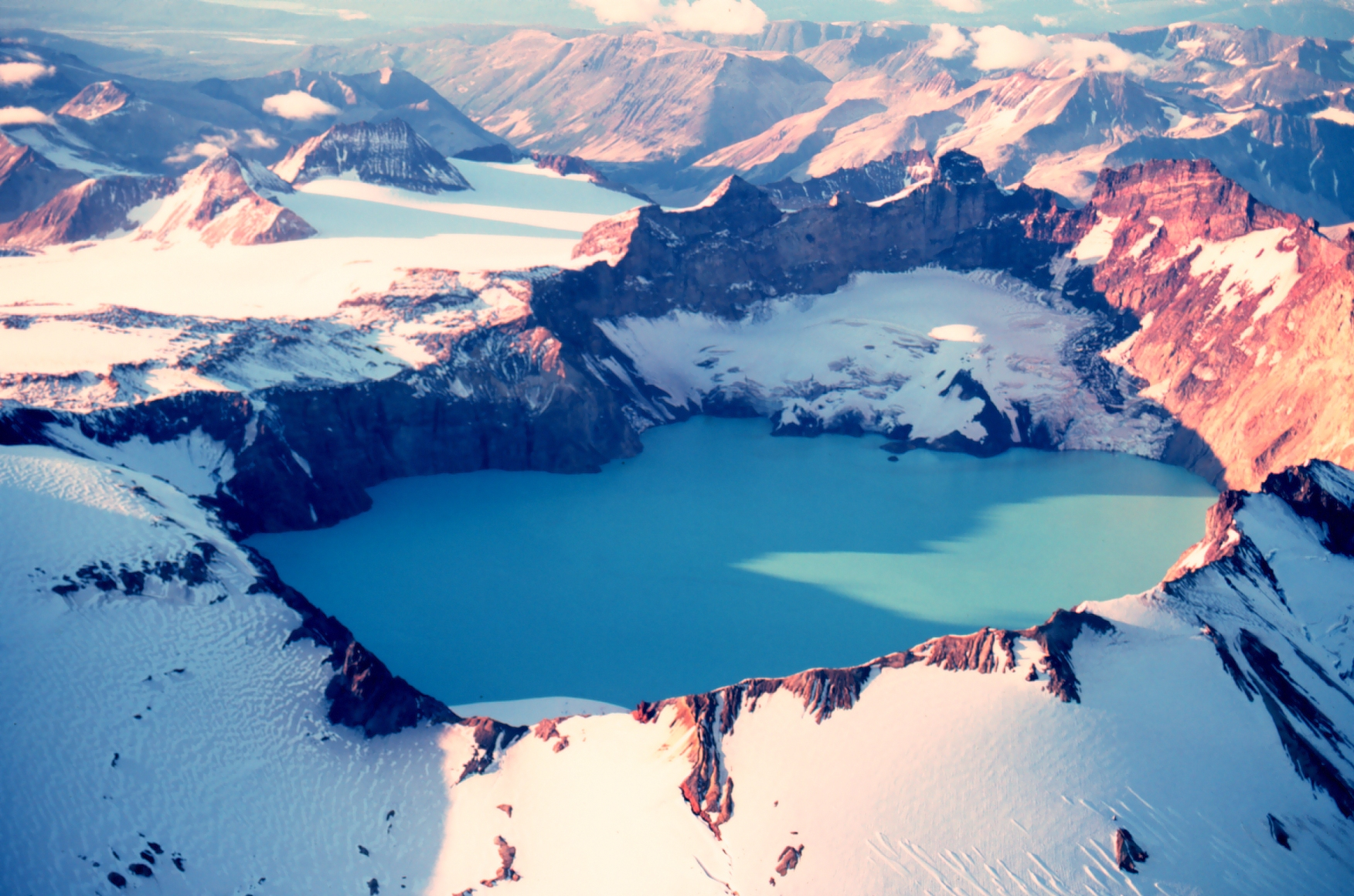
Vista aèria del cim del mont Katmai i del seu llac àcid a Alaska.

Els gasos volcànics que formaran un llac àcid han d'arribar en quantitat suficient i han de ser emesos des del fons del llac amb una fondària que permeti la solvatació gràcies a la pressió de l'aigua. Aquests gasos també poden ser emesos des de fumaroles o de fumaroles sulfatades, de vegades envoltades amb dipòsits de sofre com en el Kawah Ijen a Indonèsia.
És important que la renovació de l'aigua estigui limitada, ja que si no, hi ha una dilució de les aigües àcides i el llac no serà àcid.
Si els gasos volcànics emesos són pobres en diòxid de sofre i en clorur d'hidrogen, el diòxid de carboni resta com l'únic gas que escapa, en quantitat no negligible, amb el vapor d'aigua. Així, les aigües profundes del llac de cràter no s'acidifiquen però es carreguen de diòxid de carboni. En cas de pertorbació de les diferents capes d'aigua, es produeix una erupció límnica amb una desgasificació molt important del llac. Els llacs Nyos i Monoun al Camerun presenten aquestes erupcions.

### Desaparició

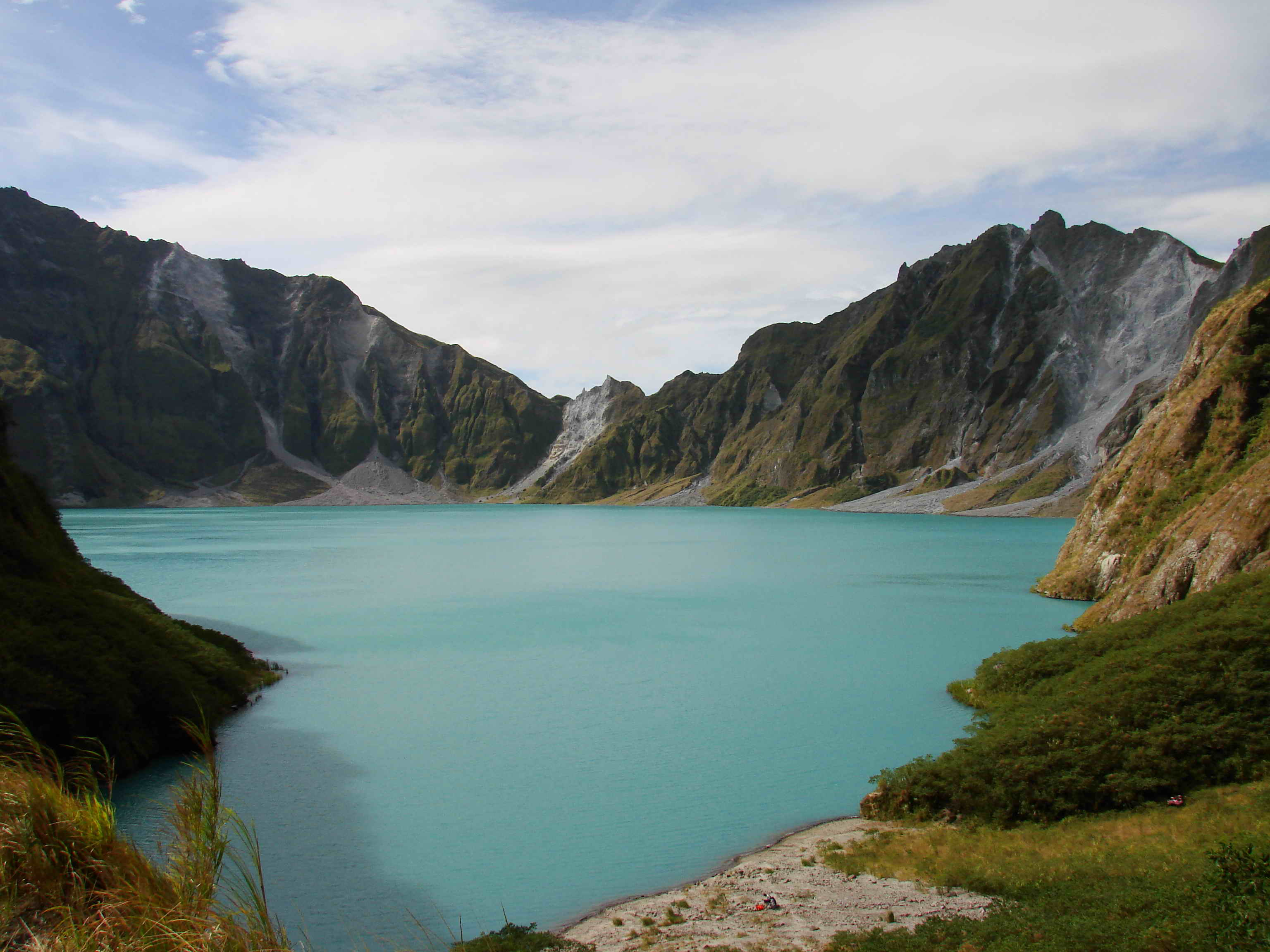
El llac de cràter del Pinatubo a les Filipines és un antic llac àcid

Un llac pot perdre la seva acidesa quan desapareixen els factors de la seva acidificació. Aquest és el cas quan els gasos volcànics ja no escapen del volcà o quan el llac renova de manera suficient les seves aigües. Per exemple, el llac àcid del Pinatubo progressivament s'ha convertit en un llac de cràter quan ha cessat d'emetre gasos volcànics.

## Risc

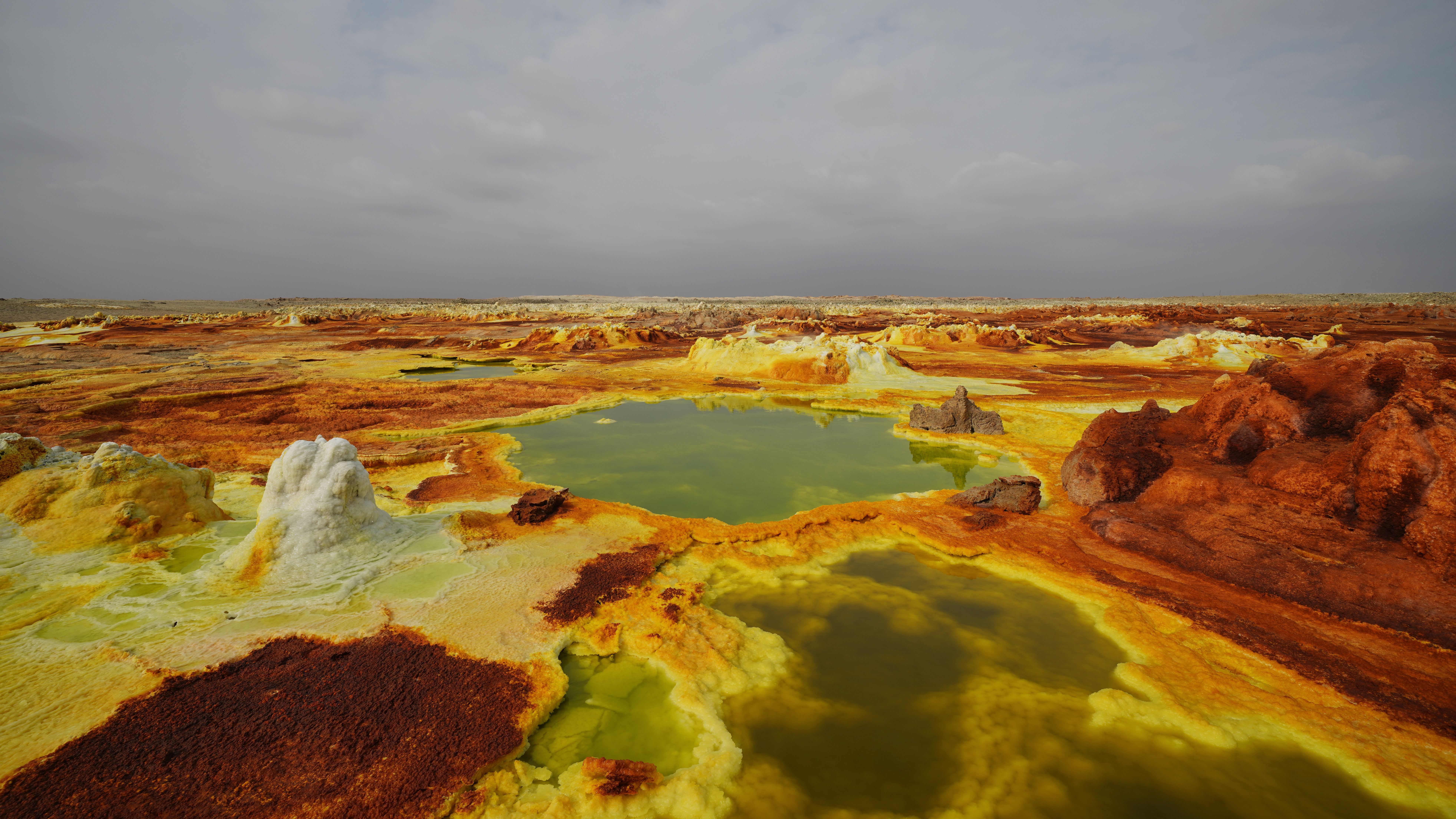
Concrecions de sals, de sofre i de minerals formen conques que retenen les aigües àcides al volcà Dallol d'Etiòpia

Els llacs àcids són un risc per les poblacions i infraestructures, i poden ser mortals per la sola immersió o per inhalació de vapors. També poden produir inundacions. Les seves cendres poden ser molt corrosives, com va passar amb el volcà Karthala, a l'illa Grande Comore, el 2005.